# Карпилівка (Камінь-Каширський район)
Карпи́лівка — село в Україні, у Сошичненській громаді Камінь-Каширського району Волинської області. Населення становить 709 осіб.

## Географія
Селом протікає річка Стобихівка. Поблизу села знаходиться ботанічний заказник місцевого значення Верхівський 

## Населення
Згідно з переписом УРСР 1989 року чисельність наявного населення села становила 617 осіб, з яких 294 чоловіки та 323 жінки.
За переписом населення України 2001 року в селі мешкало 712 осіб.

### Мова
Розподіл населення за рідною мовою за даними перепису 2001 року:
| Мова       | Відсоток |
| ---------- | -------- |
| українська | 99,58 %  |
| білоруська | 0,14 %   |
| російська  | 0,14 %   |

### Уродженці
- Дмитрук Олександр Степанович (1970—2022) — солдат Збройних сил України, учасник російсько-української війни, що загинув у ході російського вторгнення в Україну в 2022 році.